# 253
| 253                |
| ------------------ |
| Dødsfald - Fødsler |
|                    |

| Gregoriansk kalender | 253 CCLIII              |
| Ab urbe condita      | 1006                    |
| Armensk kalender     | I/T                     |
| Kinesiske kalender   | 2949 – 2950 壬申 – 癸酉 |
| Etiopisk kalender    | 245 – 246               |
| Jødisk kalender      | 4013 – 4014             |
| Hindukalendere       |                         |
| - Vikram Samvat      | 308 – 309               |
| - Shaka Samvat       | 175 – 176               |
| - Kali Yuga          | 3354 – 3355             |
| Iransk kalender      | 369 BP – 368 BP         |
| Islamisk kalender    | 381 BH – 380 BH         |

Se også 253 (tal)

## Født
- Numerianus, romersk kejser

## Dødsfald
- Trebonianus Gallus, romersk kejser
- Aemilianus, romersk kejser